# Gaspar Gómez de Toledo
Gaspar Gómez, al que algunos añaden de Toledo, fue un escritor español de la primera mitad del siglo XVI.

## Biografía
Muy poco se sabe sobre él. Era nacido en Toledo e, inspirándose mucho más que en La Celestina original en la Segunda Celestina de Feliciano de Silva, que continuó, redactó una Tercera parte de la tragicomedia de Celestina que publicó en Medina del Campo en 1536 y pocos años después en Toledo (1539). De la primera edición solo queda un ejemplar en Leiden; de la segunda quedan dos, una en Londres y otra en Madrid; en esta se suple una laguna de dos páginas que tiene la primera. La obra va dedicada también a Feliciano de Silva, quizá por temor a que este lo denunciara por continuar su obra, y en su portada cuenta con una xilografía de la ejecución de una anciana en la horca que al parecer no se corresponde con el argumento. La obra no gustó al erudito decimonónico Marcelino Menendez Pelayo y quizá por ello no ha sido aún muy estudiada.
Dentro del género celestinesco, esta obra es sin embargo de inclinación más trágica que las demás y en ella Celestina, que había sido resucitada por Feliciano de Silva, acaba muerta. En su estilo cabe destacar su extenso vocabulario y la habilidad para describir tipos y ambientes, acercándose casi al costumbrismo. Es curiosa también por incluir un arcaico texto en euskera, el Canto de los Cántabros o Canto de Lelo.

## Obras
- Tercera parte de la tragicomedia de Celestina: va p[er]iguiendo en los amores de Felides y Poladria: concluyense sus desseados desposorios y la muerte y desdichado fin que ella vuo..., Medina del Campo, 1536. Toledo: Hernando de Santa Catalina, 1539. Hay edición crítica moderna de Mac Eugene Barrick, A Critical Edition of Gaspar Gómez de Toledo's Tercera Parte de la Tragicomedia de LC, Philadelphia:  Univ. of Pennsylvania, 1965; en Las Celestinas, ed. de Manuel Criado de Val y otros, Barcelona: Editorial Planeta, 1976 y de Rosa Navarro Durán para la Fundación José Antonio de Castro en Segundas Celestinas. Segunda comedia de Celestina, (Feliciano de Silva). Tercera parte de la tragicomedia de Celestina, (Gaspar Gómez). Tragicomedia de Lisandro y Roselia, (Sancho de Muñón), Madrid: Biblioteca Castro, 2016.